# Luxemburgische Basketballnationalmannschaft der Damen
Die luxemburgische Basketballnationalmannschaft der Damen vertritt Luxemburg im internationalen Basketball und wird vom nationalen Basketballverband Fédération Luxembourgeoise de Basketball organisiert.
Bisher konnte sich die Mannschaft noch zu keinem größeren internationalen Wettbewerb qualifizieren.

## Abschneiden bei internationalen Wettbewerben

### Olympische Spiele
| - keine |

### Weltmeisterschaften
| - keine |

### Europameisterschaften
| - keine |

## Kader
Eine Übersicht des Kaders findet sich beispielsweise in der englischsprachigen Fassung dieses Artikels oder auf dem Internetportal eurobasket.com (s. Abschnitt Weblinks).